# Howard H. Callaway

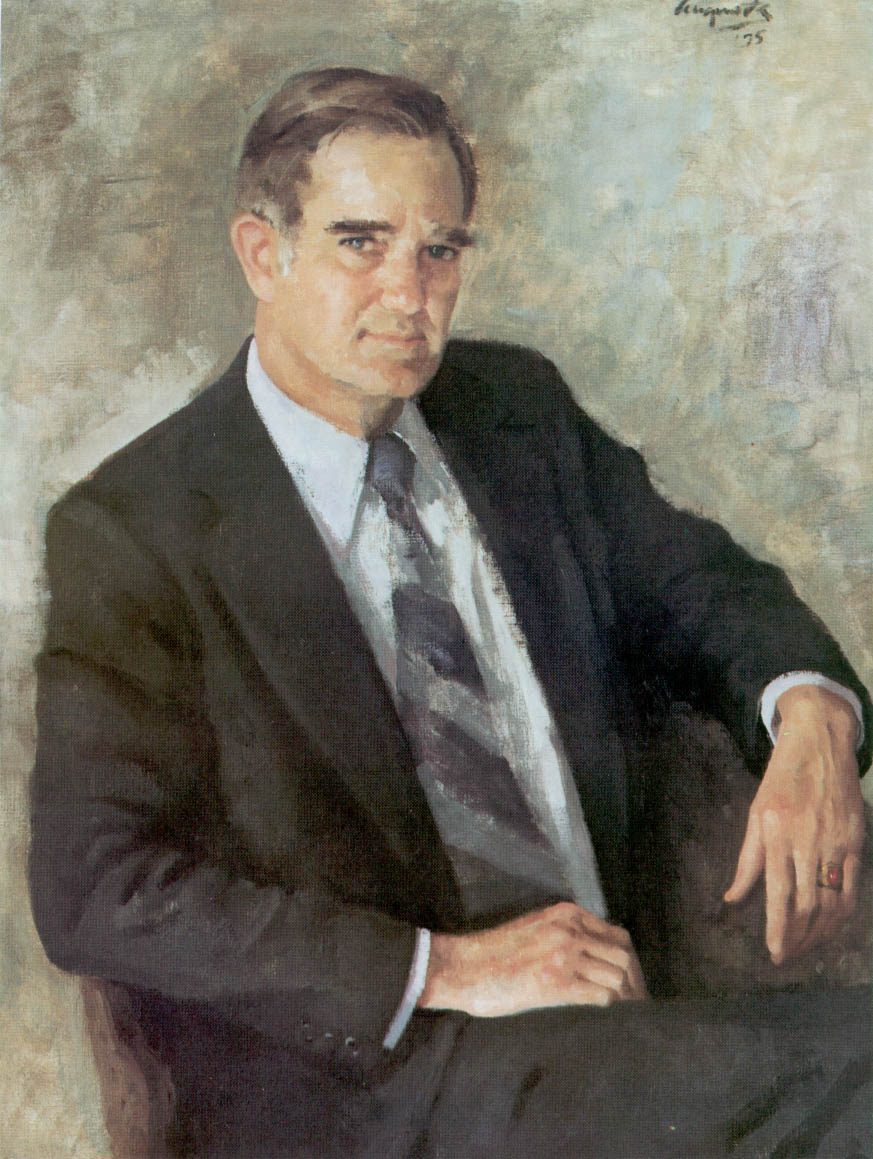
Howard H. Callaway

Howard Hollis „Bo“ Callaway (* 2. April 1927 in LaGrange, Troup County, Georgia; † 15. März 2014 in Columbus, Georgia) war ein US-amerikanischer Geschäftsmann und Politiker (Republikanische Partei).

## Werdegang
Callaway stammt aus dem Ort LaGrange, der westlich von Atlanta liegt. Er besuchte das Georgia Tech und graduierte an der US-Militärakademie in West Point. Nach dem Ende seines Militärdienstzeit kehrte Callaway nach Georgia zurück, um seinem Vater bei der Erschließung und dem Anlauf des Callaway Gardens in West-Georgia zu helfen. Der Garten befindet sich nahe Franklin D. Roosevelts berühmtem Warm-Springs-Ruhesitz.
Wie die meisten Südstaatler dieser Zeit wuchs Callaway als Befürworter der Demokratischen Partei auf. Allerdings kandidierte er bei den Wahlen von 1964 im dritten Kongresswahlbezirk von Georgia als „Goldwater Republican“ für das US-Repräsentantenhaus. Callaway errang bei der Wahl einen Sieg gegen den ehemaligen demokratischen Vizegouverneur von Georgia Garland T. Byrd. Damit wurde er der erste Republikaner aus Georgia im Repräsentantenhaus seit der Reconstruction. 1966 gab er seinen Sitz im US-Repräsentantenhaus auf, um für den Posten als Gouverneur von Georgia zu kandidieren. Callaway erlitt bei den Wahlen gegen den Demokraten Lester Maddox eine Niederlage.
In den 1970er Jahren zog Callaway nach Colorado. Zwischen 1973 und 1975 bekleidete er den Posten als Heeresstaatssekretär der Vereinigten Staaten. Bei den Präsidentschaftswahl im Jahr 1976 fungierte Callaway als Wahlkampfmanager von Gerald Ford. Callaway kandidierte 1980 erfolglos für den US-Senat. Er erlitt bereits bei den republikanischen Vorwahlen eine Niederlage gegen seine Herausforderin Mary Buchannan. Der Sitz wurde aber durch den demokratischen Amtsinhaber Gary Hart gehalten. Callaway war danach Vorsitzender der Republikanischen Partei Colorados und Leiter der GOPAC.
Ein Schwiegersohn, Terry Considine, auch ein Republikaner, stellte sich für die Senatswahl in Colorado 1992 auf und verlor. Er wurde von dem demokratischen (später republikanischen) Kongressabgeordneten Ben Nighthorse Campbell geschlagen.